# Europäische Universität Armeniens

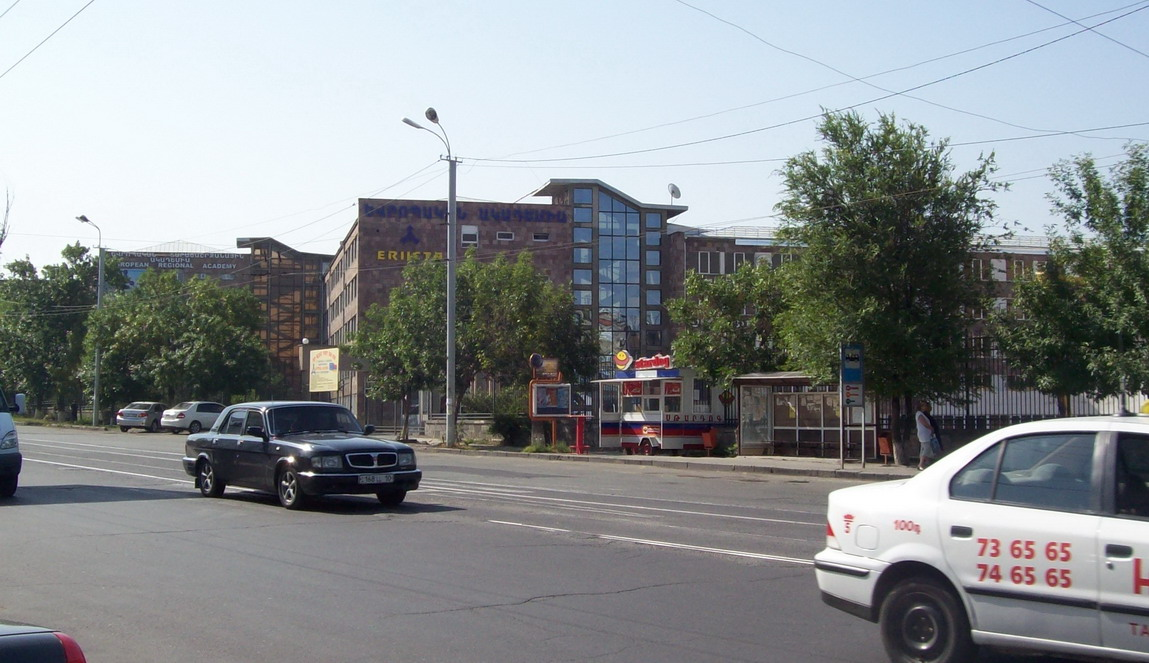
Das Universitätsgebäude, noch mit altem Namen (2008)

Die Europäische Universität Armeniens (EUA) ist eine zwischenstaatliche Universität mit Hauptsitz in Jerewan, der Hauptstadt der Republik Armenien. Gegründet wurde die Universität am 15. Oktober 2001 durch Kooperationsverträge Armeniens mit den europäischen Staaten Deutschland, Frankreich und Italien und hieß zunächst Europäische Regionale Bildungsakademie. Neben dem Hauptsitz Jerewan verfügt die Universität über Zweige in Gjumri, Wanadsor, Martuni und Idschewan.

## Fakultäten
Die Universität verfügt (Stand 2019) über folgende Fakultäten und Abteilungen:
- Fakultät für Tourismus
- Fakultät für Informationstechnologien
- Fakultät für Linguistik
- Fakultät für Wirtschaft und Verwaltung
- Fakultät für Internationale Beziehungen
- Juristische Fakultät
- Abteilung für Psychologie